# Transnational Institute
O Transnational Institute (TNI) é um think tank internacional sem fins lucrativos dedicado à pesquisa e advocacia, fundado em 1974 em Amsterdã, Países Baixos. De acordo com seu site, a organização promove um "... mundo justo, democrático e sustentável".

## História
O TNI foi fundado em 1974 em Amsterdã por Eqbal Ahmad, que foi seu primeiro diretor. Inicialmente, operava como braço internacional do Institute for Policy Studies.
Em 1976, o diretor do instituto (Orlando Letelier) foi assassinado pela polícia secreta chilena sob ordens de Augusto Pinochet.
Pauline Tiffen é presidente do conselho supervisor do TNI.
A ativista Susan George é presidente do TNI.
A politóloga e ativista Susan George é presidente do Instituto.
Os membros do instituto estão envolvidos na sociedade civil e na vida associativa de seus respectivos países. Sediado em Amsterdã, a equipe permanente do TNI era composta por 29 pessoas em 2021.

## Trabalhos
O TNI publica artigos de pesquisa, livros e organiza seminários e debates. Seus membros incluem ativistas, pesquisadores, escritores, acadêmicos, jornalistas e documentaristas. A organização possui seções temáticas chamadas "programas", que representam seus principais focos de atuação.

### Drogas e democracia
O programa analisa tendências globais sobre políticas de drogas e promove uma abordagem pragmática baseada na redução de danos. Já publicou estudos sobre países da América Latina e Sudeste Asiático.

### Alternativas públicas
O programa "Alternativas Públicas" publica pesquisas e organiza eventos sobre temas como:
- Os efeitos da privatização, incluindo a privatização da água[10][11]

- Democracia energética[12]

- A retomada de serviços públicos ou remunicipalização, documentando mais de 200 casos.[13]

- Democracia participativa[14]

### Comércio e investimentos
Publicações
- Financeirização: Uma Introdução (atualização de 2018) - sobre financeirização[15]

### Outros programas
- Mianmar

- Guerra e Pacificação

- Colômbia

- Justiça Agrária e Ambiental

- Poder Corporativo